# 대전충남지방중소벤처기업청
대전·충남지방중소벤처기업청(大田忠南地方中小벤처企業廳)은 대전광역시, 세종특별자치시, 충청남도 중소기업 정책의 기획·종합, 중소기업의 보호·육성, 창업·벤처기업의 지원, 대·중소기업 간 협력 및 소상공인에 대한 보호·지원에 관한 사무를 관장하는 대한민국 중소벤처기업부의 소속기관이었다. 2017년 7월 26일 발족하였으며, 2020년 3월 30일 대전세종지방중소벤처기업청 및 충남지방중소벤처기업청로 분리되었다. 대전광역시 유성구 가정북로 104에 위치하고 있었다. 청장은 서기관·기술서기관 또는 공업연구관으로 보했다.

## 연혁
- 1996년 2월 9일: 중소기업청 소속으로 대전·충남지방중소기업청 설치.[3]
- 1998년 8월 1일: 대전·충남지방중소기업청을 폐지. 소관 사무를 중소기업청으로 이관 대전·충남지방중소기업사무소 설치.[4]
- 2007년 3월 22일: 중소기업청 소속으로 대전·충남지방중소기업청 재설치.[5]
- 2017년 7월 26일: 중소벤처기업부 소속 대전·충남지방중소벤처기업청으로 개편.[6]
- 2020년 3월 31일: 중소벤처기업부 소속 대전·충남지방중소벤처기업청 및 대전충남지방중소벤처기업청 충남사무소를 폐지하고, 대전광역시와 세종특별자치시를 관할하는 대전세종지방벤처기업청, 그리고 충청남도 지역을 전담하는 충남지방중소벤처기업청 신설

## 조직

### 청장
- 창업성장지원과[7]
- 기업환경개선과[7]
- 제품성능기술과[7]

### 소속기관
사무소
| 명칭       | 위치                              | 관할구역                                  |
| ---------- | --------------------------------- | ----------------------------------------- |
| 충남사무소 | 충청남도 천안시 서북구 광장로 215 | 천안시·아산시·서산시·당진시·예산군·태안군 |